# 포충각
포충각(褒忠閣)은 전라남도 나주시 다시면 영동리 717-3번지에 있는, 임진왜란 때 의병에 참전 순절한 함평이씨 李止得(1555~1594)의 정려이다. 2011년 7월 26일 나주시의 향토문화유산 제19호로 지정되었다.

## 지정 사유
포충각은 임진왜란 때 의병에 참전 순절한 함평이씨 李止得(1555~1594)의 정려이다. 1893년(고종 30) 정려가 내린 후 후손인 南坡 李鐸憲이 중심이 되어 1894년 함평이씨 집성촌인 샛골(草洞) 초입에 건립되었고, 1967년에 중수를 거쳤다.
이지득은 진사 李惟講의 아들로, 임진왜란이 일어나자 자신의 재산을 군량미로 공급했으며, 張景弘ㆍ張景男과 함께 의병을 모집하여 참전하였다. 혁혁한 전공을 세웠으며, 흥양포 전투에서 순절하였다. 포충각은 다시면 샛골의 함평이씨 집성촌의 상징물로서 건축적인 가치는 물론이고 지역의 역사규명 측면에서 보전 가치가 있다.